# Нестерово (Бурятия)
Не́стерово — село в Прибайкальском районе Бурятии. Административный центр сельского поселения «Нестеровское».

## География
Расположено на речке Нестеровке у впадения её в Итанцу, на 83-м километре региональной автодороги Р438 (Баргузинский тракт) в 27 км к северо-востоку от районного центра — села Турунтаево.

## История
Впервые упоминается в списке 1735 года Г. Ф. Миллера как деревня Плюснина. В советское время — центральная усадьба колхоза им. Молотова. В новейшее время — СПК «Нестеровский».

## Население
| 2002 | 2010 |
| ---- | ---- |
| 507  | ↗540 |

## Инфраструктура
Администрация сельского поселения, средняя общеобразовательная школа, сельский клуб, почта, фельдшерский пункт.

## Экономика
Сельскохозяйственный кооператив, фермерские и подсобные хозяйства, лесозаготовки, Верхне-Итанцинское лесничество.